# Петрі Пасанен
Петрі Пасанен (фін. Petri Pasanen, нар. 24 вереснят 1980, Лахті, Фінляндія) — колишній фінський футболіст, що грав на позиції захисника.
Виступав, зокрема, за клуби «Аякс» та «Вердер», а також національну збірну Фінляндії.
Чемпіон Нідерландів. Володар Кубка Нідерландів. Володар Кубка Німеччини. Чемпіон Австрії. Володар Кубка Австрії.

## Клубна кар'єра
У дорослому футболі дебютував 1996 року виступами за команду клубу «Куусисі», в якій провів один сезон, взявши участь у двох матчах чемпіонату.
Згодом з 1997 по 2000 рік грав у складі команд клубів «Гемеенлінна» та «Лахті».
Своєю грою за останню команду привернув увагу представників тренерського штабу клубу «Аякс», до складу якого приєднався 2000 року. Відіграв за команду з Амстердама наступні чотири сезони своєї ігрової кар'єри. За цей час виборов титул чемпіона Нідерландів, ставав володарем Кубка Нідерландів.
2004 року захищав кольори команди клубу «Портсмут».
Того ж року уклав контракт з клубом «Вердер», у складі якого провів наступні сім років своєї кар'єри гравця. Більшість часу, проведеного у складі «Вердера», був основним гравцем захисту команди. За цей час додав до переліку своїх трофеїв титул володаря Кубка Німеччини.
Протягом 2011—2014 років захищав кольори клубів «Ред Булл» та «Орхус».
Завершив професійну ігрову кар'єру у клубі «Лахті», у складі якого вже виступав раніше. Прийшов до команди 2014 року, захищав її кольори до припинення виступів на професійному рівні у 2015.

## Виступи за збірну
2000 року дебютував в офіційних матчах у складі національної збірної Фінляндії. Протягом кар'єри у національній команді, яка тривала 14 років, провів у формі головної команди країни 76 матчів.

## Досягнення
- Чемпіон Нідерландів:

«Аякс»: 2002
- Володар Кубка Нідерландів:

«Аякс»: 2002
- Володар Суперкубка Нідерландів (1):

«Аякс»: 2002
- Володар Кубка Німеччини:

«Вердер»: 2009
- Володар Суперкубка Німеччини:

«Вердер»: 2009
- Чемпіон Австрії:

«Ред Булл»: 2012
- Володар Кубка Австрії:

«Ред Булл»: 2012